# Liamoo
Liamoo, pseudonimo di Per Liam Pablito Cacatian Thomassen (Göteborg, 10 settembre 1997), è un cantante e modello svedese, noto per aver vinto la dodicesima edizione di Swedish Idol nel 2016.

## Carriera
Nato nella città di Göteborg, Liamoo si è fatto conoscere al grande pubblico partecipando alla dodicesima edizione di Swedish Idol. Inizialmente eliminato poi rientrato grazie alla wildcard, è arrivato fino alla finale, dove ha battuto nella finale a tre Rebecka Karlsson e Charlie Grönvall. Subito dopo la sua vittoria è stato pubblicato il suo primo singolo, Playing with Fire, che ha raggiunto la sesta posizione nella classifica dei singoli più venduti in Svezia.
Nel 2018 prende parte a Melodifestivalen, il programma di selezione svedese per l'Eurovision Song Contest, con il brano Last Breath. Dopo essersi qualificato, dalla seconda semifinale, direttamente alla serata finale alla Friends Arena, si è classificato sesto su dodici partecipanti.
Nel 2019 partecipa nuovamente al Melodifestivalen, questa volta con il brano Hold You, in collaborazione con Hanna Ferm. Proprio come l'anno precedente, si qualifica direttamente alla serata finale del 9 marzo, sempre alla Friends Arena, dove il duo si classica al terzo posto. Partecipa per la terza volta nel 2022 con Bluffin, dove finisce 4º. Ha partecipato anche nell'edizione 2024 con la canzone Dragon, dove ha conquistato la 5ª posizione.

## Discografia

### EP
- 2018 – Journey Part 1

### Singoli
- 2013 – Guldiga dagar
- 2016 – Beautiful Silence
- 2016 – Playing with Fire
- 2017 – Burn
- 2017 – It Ain't Easy
- 2018 – Last Breath
- 2018 – Nothing Here
- 2018 – All On You
- 2018 – Journey
- 2018 – Selfish
- 2019 – Hold You (con Hanna Ferm)
- 2019 – Broken Hearted (con Steerner e Heckmann)
- 2019 – Thinking About You
- 2019 – Issues
- 2020 – God Damn! (W.O.M.A.N.) (con John de Sohn)
- 2020 – Walk on Water
- 2021 – Lonely
- 2021 – Dark
- 2021 – Make a Wish (con Klara Hammarström)
- 2022 – Guld, svett & tårar (con Klara Hammarström)
- 2022 – Bluffin
- 2024 – Dragon

#### Come featuring
- 2018 – Forever Young (John de Sohn feat. Liamoo)